# Plicaturopsis
Plicaturopsis är ett släkte av svampar. Enligt Catalogue of Life ingår Plicaturopsis i ordningen Agaricales, klassen Agaricomycetes, divisionen basidiesvampar och riket svampar, men enligt Dyntaxa är tillhörigheten istället familjen Plicaturaceae, ordningen Agaricales, klassen Agaricomycetes, divisionen basidiesvampar och riket svampar.
|               | Schizophyllaceae                                                                  |
|               |                                                                                   |
|               | Pterulaceae                                                                       |
|               |                                                                                   |
|               | Psathyrellaceae                                                                   |
|               |                                                                                   |
|               | Pluteaceae                                                                        |
|               |                                                                                   |
|               | Pleurotaceae                                                                      |
|               |                                                                                   |
|               | Physalacriaceae                                                                   |
|               |                                                                                   |
|               | Phelloriniaceae                                                                   |
|               |                                                                                   |
|               | Niaceae                                                                           |
|               |                                                                                   |
|               | Mycenaceae                                                                        |
|               |                                                                                   |
|               | Marasmiaceae                                                                      |
|               |                                                                                   |
|               | Lyophyllaceae                                                                     |
|               |                                                                                   |
|               | Inocybaceae                                                                       |
|               |                                                                                   |
|               | Hygrophoraceae                                                                    |
|               |                                                                                   |
|               | Hydnangiaceae                                                                     |
|               |                                                                                   |
|               | Hemigasteraceae                                                                   |
|               |                                                                                   |
|               | Gigaspermaceae                                                                    |
|               |                                                                                   |
|               | Fistulinaceae                                                                     |
|               |                                                                                   |
|               | Entolomataceae                                                                    |
|               |                                                                                   |
|               | Cyphellaceae                                                                      |
|               |                                                                                   |
|               | Cortinariaceae                                                                    |
|               |                                                                                   |
|               | Clavariaceae                                                                      |
|               |                                                                                   |
|               | Broomeiaceae                                                                      |
|               |                                                                                   |
|               | Bolbitiaceae                                                                      |
|               |                                                                                   |
|               | Amanitaceae                                                                       |
|               |                                                                                   |
|               | Agaricaceae                                                                       |
|               |                                                                                   |
|               | Strophariaceae                                                                    |
|               |                                                                                   |
|               | Tricholomataceae                                                                  |
|               |                                                                                   |
|               | Typhulaceae                                                                       |
|               |                                                                                   |
|               | Setchelliogaster                                                                  |
|               |                                                                                   |
|               | Panaeolus                                                                         |
|               |                                                                                   |
|               | Amogaster                                                                         |
|               |                                                                                   |
|               | Brunneocorticium                                                                  |
|               |                                                                                   |
|               | Cribrospora                                                                       |
|               |                                                                                   |
|               | Plicatura                                                                         |
|               |                                                                                   |
|               | Stemastrum                                                                        |
|               |                                                                                   |
|               | Cheilophlebium                                                                    |
|               |                                                                                   |
| Plicaturopsis | \| \| Plicaturopsis crispa \| \| \| \| \| \| Plicaturopsis scarlatina \| \| \| \| |
|               | \| \| Plicaturopsis crispa \| \| \| \| \| \| Plicaturopsis scarlatina \| \| \| \| |
|               | Phlebophyllum                                                                     |
|               |                                                                                   |
|               | Mesophelliopsis                                                                   |
|               |                                                                                   |
|               | Sedecula                                                                          |
|               |                                                                                   |
|               | Gramincola                                                                        |
|               |                                                                                   |
|               | Mycospongia                                                                       |
|               |                                                                                   |
|               | Panaeolina                                                                        |
|               |                                                                                   |
|               | Cycloderma                                                                        |
|               |                                                                                   |
|               | Polygaster                                                                        |
|               |                                                                                   |
|               | Acinophora                                                                        |
|               |                                                                                   |
|               | Stylobates                                                                        |
|               |                                                                                   |
|               | Disporotrichum                                                                    |
|               |                                                                                   |
|               | Plicaturopsis crispa                                                              |
|               |                                                                                   |
|               | Plicaturopsis scarlatina                                                          |
|               |                                                                                   |

|  | Plicaturopsis crispa     |
|  |                          |
|  | Plicaturopsis scarlatina |
|  |                          |